# Deuxième circonscription de la préfecture d'Ōita
La deuxième circonscription de la préfecture d'Ōita (大分県第2区, Ōita-ken dai-ni-ku) est l'une des trois circonscriptions législatives que compte la préfecture d'Ōita au Japon. Cette circonscription comptait 268 586 électeurs en date du 1er septembre 2021.

## Description géographique
La deuxième circonscription de la préfecture d'Ōita regroupe les villes de Hita, Saiki, Usuki, Tsukumi, Taketa, Bungo-ōno et Yufu, les extrémités est et ouest d'Ōita et le district de Kusu.

## Députés
| Législature | Début de mandat | Fin de mandat | Député élu            |  | Parti politique |
| ----------- | --------------- | ------------- | --------------------- |  | --------------- |
| 41e         | 1996            | 2000          | Seishirō Etō (ja)     |  | PLD             |
| 42e         | 2000            | 2003          | Seishirō Etō (ja)     |  | PLD             |
| 43e         | 2003            | 2005          | Seishirō Etō (ja)     |  | PLD             |
| 44e         | 2005            | 2009          | Seishirō Etō (ja)     |  | PLD             |
| 45e         | 2009            | 2012          | Yasumasa Shigeno (ja) |  | PSD             |
| 46e         | 2012            | 2014          | Seishirō Etō          |  | PLD             |
| 47e         | 2014            | 2017          | Seishirō Etō          |  | PLD             |
| 48e         | 2017            | 2021          | Seishirō Etō          |  | PLD             |
| 49e         | 2021            | -             | Seishirō Etō          |  | PLD             |